# Drei (Band)
Drei, zeitweise auch Drei Band, war eine ostdeutsche Pop- und Countryband. Die Band wurde im Januar 1978 gegründet und löste sich 1990 nach mehreren Umbesetzungen und Umbenennungen wieder auf.

## Bandgeschichte
Gründungsmitglieder waren:
- Ingo Koster (* 1950), Gesang, Gitarre, ehemals bei Team 4, Thomas Natschinski & Gruppe und Brot und Salz
- Carsten Görner (1951–2019), Gesang, Gitarre, ehemals Oktoberklub, Alexanders, Ostkreuz, Brot und Salz
- Burkhard Neumann (* 1952), Keyboard, Gesang, vorher bei Peter Holten Sextett und Brot und Salz

Stilistisch orientierte sich Drei an der Musik von Crosby, Stills, Nash & Young. Das erste Konzert der Band fand am 8. Januar 1978 statt. Es folgten etwa 1.500 Konzerte, darunter zahlreiche Tourneen durch Osteuropa (UdSSR, darunter die baltischen Sowjetrepubliken, die RGW Gala Show, Bulgarien Polen, CSSR und Ungarn) sowie eine Tournee durch Schweden. Ihr erster großer Erfolg war Mal verreisen, es folgte Steigen wie ein Falk und Du kannst doch nicht einfach so geh’n.
1983 erweiterte sich die Band um
- Michael Behm (* 1951), Schlagzeug, ehemals Stern-Combo Meißen, Transit und Neue Generation, der später zu Bajazzo ging, sowie
- Tonio Ruschin (* 1957), Keyboard.

Gleichzeitig  benannte sich die Band in Drei Band um.
Sie erhielten im März 1982 eine Silbermedaille beim Interpretenwettbewerb im damaligen Karl-Marx-Stadt (Chemnitz), wirkten 1982 beim Liederfestival „Menschen und Meer“ in Rostock mit, hatten einige TV-Produktionen im DFF und im UdSSR-Fernsehen. Mit der Band wurden etwa 50 Titel produziert. Das vorerst letzte Konzert der Band fand im August 1988 statt.
Ab 1983 war Drei Band die einzige Band der DDR, die den fünfstimmigen Satzgesang beherrschte. 1986 veröffentlichten sie unter ihrem alten Namen Drei ihre einzige DDR-Langspielplatte. Ab 1988 arbeiteten Burkhard Neumann und Ingo Koster mit Gaby Rückert zusammen und nannten sich Little Boat. 1998 startete die Band ein erstes Comeback. Das zweite startete Burkhard Neumann 2021 zusammen mit seinem Sohn.

## Diskografie
- 1986: Steigen wie ein Falk
- 2000: Die Drei – Comeback (EP)
- 2021 Ein frohes Fest (Single)
- 2021 1978 - 1988 (Album)
- 2022: Nicht allein (Single)